# 金氏姐妹花
金氏姐妹花（The Kim Sisters）是一個出身於韓國的女子歌唱團體，在1953年成團，1950至1960年代活躍於美國市場，是第一個在美國市場取得成功的韓國音樂團體，並在蘇利文劇場上表演了20多次。 

## 歷程
金氏姐妹花是由知名作曲家金海松和知名歌手李蘭影的兩個女兒（金淑子和金愛子）和李蘭影的哥哥、作曲家李鳳龍的女兒（金民子）所組成的三人女子團體。她們擅長演奏許多樂器、唱歌跳舞，而在美軍軍營逐漸累積名聲。金氏姐妹花於1959年成為第一個進軍美國的亞洲女子團體。
他們首次在星塵賭場酒店（Stardust Resort and Casino）演出，以「中國娃娃歌舞團」（China Doll Revue）的名義出演，這反映了美國社會當時對於東方女子的既定印象，但金氏姐妹花會說明他們來自韓國，以及介紹韓國的服裝文化。金氏姊妹花也是當時移民者實現美國夢的樣板之一，他們可以把賺的錢寄回韓國養家，金氏姐妹花「取得成功、只為養家」的良好形象，至今仍然滲透在韓國文化中。

## 外部連結
- 维基共享资源上的相關多媒體資源：金氏姐妹花
- 金氏姐妹花的Instagram帳戶